# Макурин, Константин Петрович
Константин Петрович Макурин — советский хозяйственный, государственный и политический деятель.

## Биография
Родился в 1924 году в Оренбурге. Член ВКП(б).
Участник Великой Отечественной войны. С 1951 года — на хозяйственной, общественной и политической работе. В 1951—1980 гг. — преподаватель, заместитель директора Камышлинского сельскохозяйственного техникума Куйбышевской области, председатель колхоза им. Т. Г. Шевченко Камышлинского района, инструктор, заместитель заведующего, заведующий сельскохозяйственным отделом Куйбышевского обкома КПСС, инструктор ЦК КПСС, председатель исполкома Тюменского облсовета депутатов трудящихся, начальник Главживпрома СССР Министерства сельского хозяйства СССР, член коллегии министерства, советник посольств СССР в ряде стран Восточной Европы.
Избирался депутатом Верховного Совета РСФСР 7-го и 8-го созывов.